# Provincia di Lunda Sud
La provincia di Lunda Sud (in portoghese Lunda Sul) è una delle 18 province dell'Angola. Capoluogo della provincia è la città di Saurimo ed ha una superficie di 45.649 km² ed una popolazione di 239.257 (stima del 2009).

## Geografia fisica
La provincia Lunda Sul è situata nell'estremo nord-orientale del paese, circa 700 km a est di Luanda. Confina a nord con la provincia di Lunda Nord, a est con la Repubblica Democratica del Congo, a sud con le province di Moxico e Bié e a ovest con quella di Malanje.
La provincia è attraversata dal fiume Cassai, nella cui vallata si trovano le ultime tracce di foresta tropicale dell'area. La provincia è inoltre attraversata dall'alto corso del fiume Cuango.

## Geografia antropica
La provincia di Lunda Sud è suddivisa in 4 municipi e 14 comuni.

### Municipi
- Cacolo, Dala, Muconda, Saurimo.

### Comuni
- Alto-Chikapa, Chiluage, Dala, Kakolo, Kassai-Sul, Kukumbi, Mona-Kimbundo, Mukonda, Murieje, Saurimo, Sombo, Xassengue, Cazeje, Luma Cassai.